# Новомайорское
Новомайорское (укр. Новомайорське) — село на Украине, находится в Великоновосёлковском районе Донецкой области.
Код КОАТУУ — 1421284003. Население по переписи 2001 года составляет 551 человек. Почтовый индекс — 85561. Телефонный код — 6243.

## Известные уроженцы и жители
- Бондаренко, Михаил Трофимович (1904—1983) — советский военачальник, участник Великой Отечественной войны, генерал-майор артиллерии в отставке. В дни обороны Тулы командовал 732-м зенитным артиллерийским полком.

## Адрес местного совета
85561, Донецкая область, Великоновосёлковский район, с.-ещё Октябрььское, ул.Гагарина, 4, 92-7-10